# Глазовский сельский совет (Крым)
Глазовский сельский совет (укр. Глазівська сільська рада, крымскотат. Baqsı köy şurası) — административно-территориальная единица в Ленинском районе АР Крым Украины (фактически до 2014 года; ранее до 1991 года — в составе Крымской области УССР в СССР, до 1954 года — в составе Крымской области РСФСР в СССР, до 1945 года — в составе Крымской АССР РСФСР в СССР), на Керченском полуострове. Население по переписи 2001 года — 1654 человека, площадь сельсовета 40 км².
К 2014 году состоял из 3 сёл:
- Глазовка
- Осовины
- Юркино

## История
Баксанский сельсовет, судя по доступным историческим документам, был образован в 1930-х годах, поскольку на 1940 год он уже существовал в составе Маяк-Салынского района (переименованного 14 декабря 1944 года в Приморский). Указом Президиума Верховного Совета РСФСР от 21 августа 1945 года Баксанский сельсовет был переименован в Глазовский. С 25 июня 1946 года совет в составе Крымской области РСФСР, а 26 апреля 1954 года Крымская область была передана из состава РСФСР в состав УССР. На 15 июня 1960 года в составе совета числились следующие населённые пункты, соответствующий современному составу:

| - Глазовка - Осовины - Юркино |

Указом Президиума Верховного Совета УССР «Об укрупнении сельских районов Крымской области», от 30 декабря 1962 года Приморский район был упразднён и сельсовет присоединили к Ленинскому. С 12 февраля 1991 года сельсовет в восстановленной Крымской АССР, 26 февраля 1992 года переименованной в Автономную Республику Крым. С 21 марта 2014 года в составе Крыма аннексирован Россией. Законом «Об установлении границ муниципальных образований и статусе муниципальных образований в Республике Крым» от 4 июня 2014 года территория административной единицы была объявлена муниципальным образованием со статусом сельского поселения.